# Henryk Krukowicz-Przedrzymirski
Henryk Juliusz Krukowicz-Przedrzymirski (ur. 27 marca 1889, zm. 8 września 1944 w Warszawie) – polski łyżwiarz figurowy, działacz łyżwiarski i hokeja na lodzie, kapitan dyplomowany artylerii Wojska Polskiego.

## Życiorys
Urodził się w rodzinie Karola Jakuba, farmaceuty i właściciela apteki w Niemirowie, i Wandy Marii Smirzitz, z pochodzenia Czeszki. Był młodszym bratem Emila, generała dywizji Wojska Polskiego.
Uprawiał łyżwiarstwo figurowe. Podczas zawodów mistrzostw Europy w 1908 w Warszawie, reprezentując Austro-Węgry zajął trzecie miejsce, zdobywając brązowy medal. Natomiast w 1912 we Lwowie wraz z Olgą Poźniakówną (późniejszą małżonką) zdobyli mistrzostwo Austro-Węgier w kategorii par sportowych. Po odzyskaniu niepodległości przez Polskę, startując w barwach Warszawskiego Towarzystwa Łyżwiarskiego, w edycjach mistrzostw Polski 1922, 1923, 1924 trzykrotnie zdobywał złoty medal w konkurencji par sportowych, startując wraz z Olgą Przedrzymirską. Został działaczem łyżwiarskim. 22 listopada 1922 i w 1925 był wybierany wiceprezesem Polskiego Związku Łyżwiarskiego. Ponadto w 1925 został wybrany wiceprezesem założonego wówczas Polskiego Związku Hokeja na Lodzie.
W czasie I wojny światowej walczył w szeregach cesarskiej i królewskiej armii. Został mianowany na stopień podporucznika w korpusie oficerów artylerii. W 1918, razem z bratem, służył w Pułku Artylerii Polowej Nr 130.
17 grudnia 1918 razem z bratem został przyjęty do Wojska Polskiego z zatwierdzeniem posiadanego stopnia porucznika i przydzielony do 1 Pułku Artylerii Polowej w Warszawie, który później został przemianowany na 7 Pułk Artylerii Polowej. Uczestniczył w wojnie polsko-bolszewickiej – był adiutantem frontowym w Generalnym Inspektoracie Artylerii. 3 maja 1922 został zweryfikowany w stopniu kapitana ze starszeństwem od 1 czerwca 1919 i 415. lokatą w korpusie oficerów artylerii, a jego oddziałem macierzystym był 1 dywizjon artylerii konnej w Warszawie. Obok stopnia wojskowego przysługiwał mu wówczas tytuł „oficer przydzielony do Sztabu Generalnego”. W latach 1923–1924 pełnił służbę w Komitecie dla Spraw Uzbrojenia Armii, pozostając oficerem nadetatowym 1 dywizjonu artylerii konnej. 1 listopada 1924 został przydzielony do macierzystego dywizjonu z równoczesnym odkomenderowaniem do na roczny kurs doszkolenia w Wyższej Szkole Wojennej w Warszawie. 15 października 1925, po ukończeniu kursu i otrzymaniu dyplomu naukowego oficera Sztabu Generalnego, został przydzielony do Departamentu X Przemysłu Wojennego Ministerstwa Spraw Wojskowych. W maju 1927 został przeniesiony do 26 pułku artylerii polowej w Skierniewicach. W sierpniu 1929 został zwolniony z zajmowanego stanowiska i pozostawiony bez przynależności służbowej z równoczesnym oddaniem do dyspozycji dowódcy Okręgu Korpusu Nr IV. Z dniem 30 kwietnia 1930 został przeniesiony w stan spoczynku.
Zginął 8 września 1944 przy ul. Złotej 14 w czasie powstania warszawskiego.

## Ordery i odznaczenia
- Krzyż Walecznych[18]
- Brązowy Medal Zasługi Wojskowej z mieczami na wstążce Krzyża Zasługi Wojskowej[19]
- Srebrny Medal Waleczności 2 klasy[19]
- Brązowy Medal Waleczności[19]
- Krzyż Wojskowy Karola[19]